# Czwórstyk
Czwórstyk – punkt geograficzny u zbiegu granic czterech państw czy innych jednostek geograficznych, analogiczny do trójstyku. Idealny czwórstyk jest bardzo rzadko występującym przypadkiem.

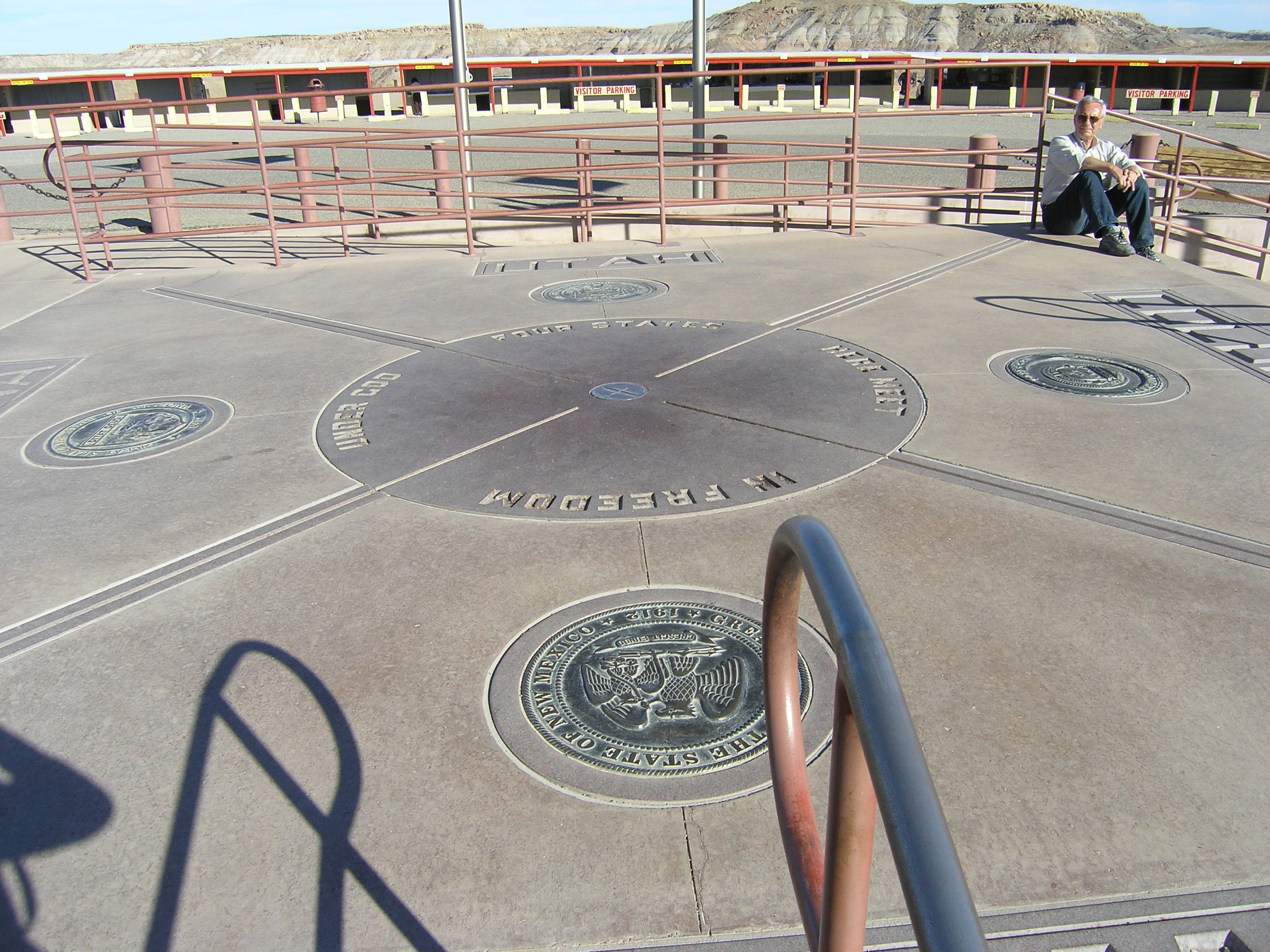
Four Corners, miejsce w którym stykają się granice czterech stanów USA – Arizona, Kolorado, Nowy Meksyk, Utah

## Przykłady czwórstyków

### Polska
Między dwoma województwami a dwoma innymi państwami (54.36435°N 22.79228°E):
- Polska,  województwo warmińsko-mazurskie;
- Polska,  województwo podlaskie;
- Rosja,  obwód królewiecki;
- Litwa,  okręg mariampolski.

Między 4 gminami (województwo lubelskie):
- miasto  Lubartów;
- wsie Chlewiska i Szczekarków, gmina  Lubartów (między dwiema jej częściami);
- wieś Pałecznica, gmina  Niedźwiada.

### Świat

#### Między trzema państwami
Półwysep Arabski (19°N 52°E – cztery prowincje trzech państw):
- Arabia Saudyjska, prowincja Asz-Szarkijja;
- Oman, gubernatorstwo Zufar;
- Jemen, prowincja Hadramaut;
- Jemen, prowincja Al-Mahra.

#### Między dwoma państwami

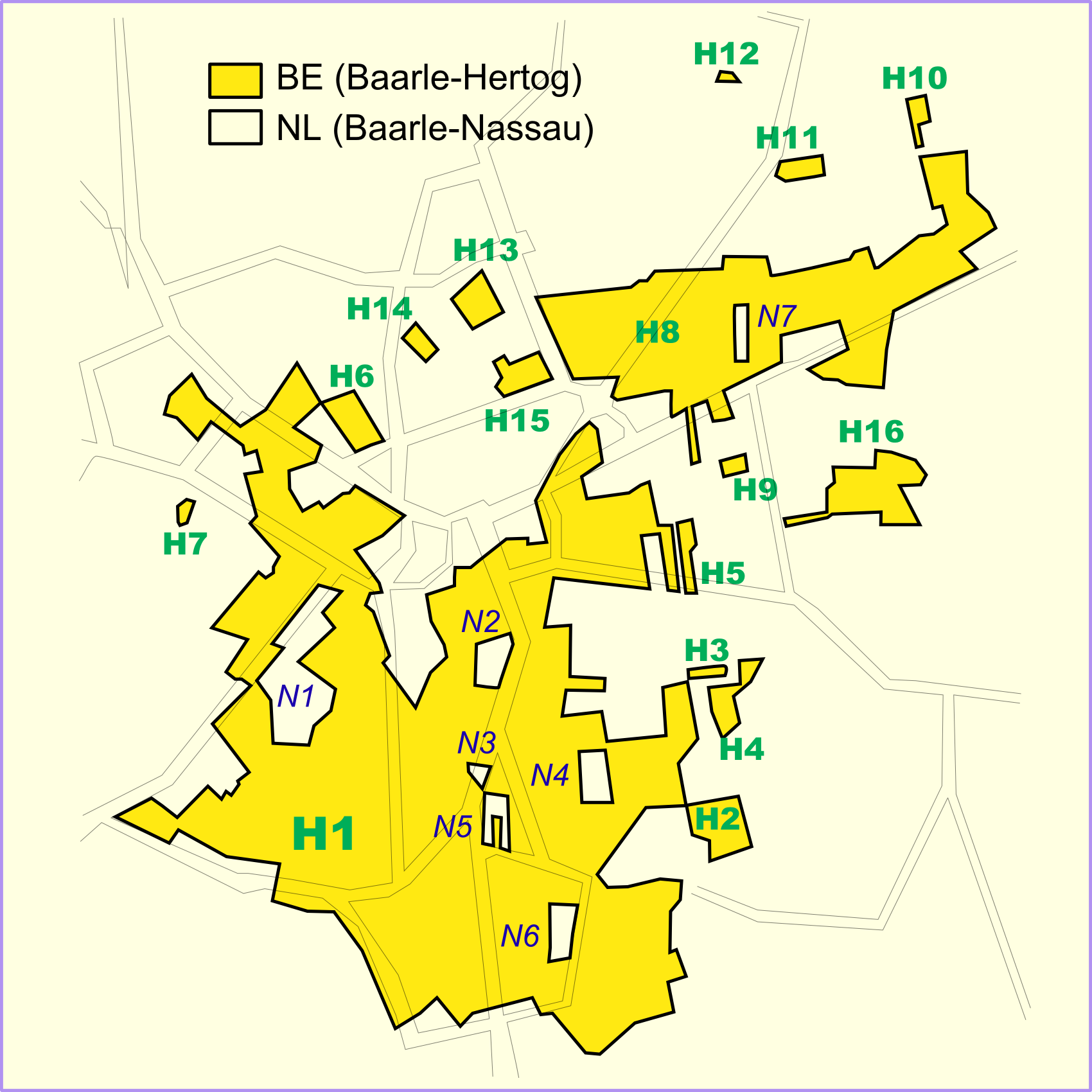
Baarle-Nassau, Holandia (biały) i Baarle-Hertog, Belgia (żółty). Czwórstyk występuje w punkcie H2

Baarle (eksklawy – czwórstyk występuje w jednym miejscu):
- Holandia, miasto  Baarle-Nassau;
- Belgia, miasto  Baarle-Hertog.

Szczyt Sorgschrofen – enklawa austriackiej gminy Jungholz stykająca się z macierzystym terytorium tylko w jednym punkcie (tzw. granica krzyżowa):
- Austria, gmina  Jungholz;
- Niemcy, powiat  Oberallgäu.

Granica norwesko-szwedzka:
- Szwecja, region  Jämtland;
- Szwecja, region  Västerbotten;
- Norwegia, okręg  Nordland;
- Norwegia, okręg  Nord-Trøndelag.

#### W jednym państwie
Stany Zjednoczone, Four Corners (36°59′56.31532″N 109°02′42.62019″W). Granice stanów:
- Arizona;
- Kolorado;
- Nowy Meksyk;
- Utah.

 Kanada. Granice prowincji:
- Manitoba;
- Saskatchewan

oraz terytoriów:
- Terytoria Północno-Zachodnie;
- Nunavut.

 Meksyk, Mojonera de los cuatro estados (24°33′00″N 100°48′00″W). Granice stanów:
- Coahuila;
- Nuevo Leon;
- San Luis Potosi;
- Zacatecas.

 Argentyna (sporne) (37°34′00″S 68°14′00″W). Granice prowincji:
- La Pampa;
- Rio Negro;
- Mendoza;
- Neuquén.

#### Historyczne czwórstyki między państwami (krajami)
Vaalserberg w latach 1830–1919:
- Belgia;
- Holandia;

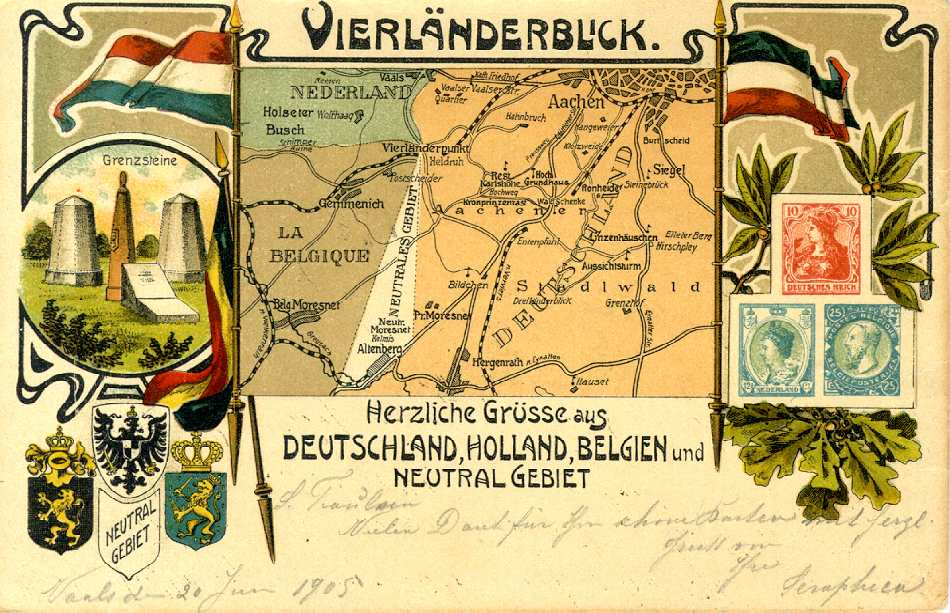
Czwórstyk Vaalserberg (pocztówka z 1905)

- Królestwo Prus, od 1867  Związek Północnoniemiecki, od 1871  Cesarstwo Niemieckie;
- Neutralny Moresnet.

W latach 1922–1981:
- Irak;
- Arabia Saudyjska;
- Kuwejt;
- Strefa Neutralna.

Obecnie nigdzie na świecie nie występują czwórstyki tego rodzaju.

## Miejsca bliskie wystąpienia czwórstyku
Między 4 gminami (województwo łódzkie, powiat tomaszowski), gdyż 3 metrowa granica między gminami Budziszewice a Czerniewice udaremnia wystąpienie czwórstyku, który by łączył gminy:
- Budziszewice;
- Czerniewice;
- Lubochnia;
- Żelechlinek.

Bardzo bliski zjawisku czwórstyku w latach 1967–1990 (do zjednoczenia obydwu państw jemeńskich) był układ granic w cieśninie Bab al-Mandab między: Etiopią, Dżibuti, Jemenem Północnym i Jemenem Południowym. Na zachodnim, afrykańskim brzegu Morza Czerwonego do cieśniny Bab al-Mandab w pobliżu jej najwęższego miejsca (ok. 26 km) schodziła granica między Etiopią a Dżibuti (do 1977 Francuskie Terytorium Afarów i Isów) zaś na wschodnim, azjatyckim (Półwysep Arabski) – granica między Jemenem Północnym i Jemenem Południowym (do którego należała wyspa Perim).

Obecnie idealny czwórstyk między państwami nigdzie nie występuje, ale są miejsca, gdzie dwa trójstyki znajdują się bardzo blisko siebie:

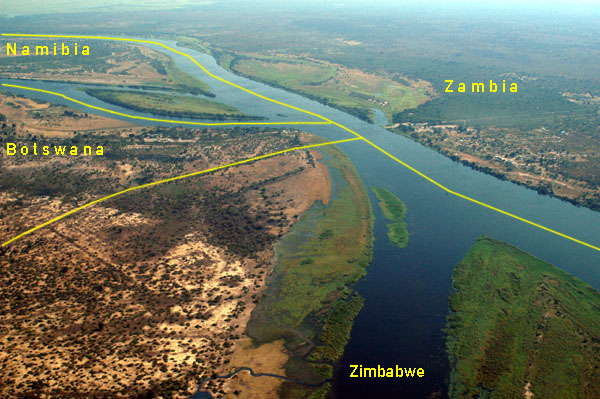
Granica Botswany i Zambii oddziela Namibię i Zimbabwe o zaledwie 135 metrów.

- Botswana, Namibia, Zambia, Zimbabwe – granica botswańsko-zambijska ma długość zaledwie około 135 metrów[10];
- Turcja, Iran, Azerbejdżan, Armenia – granica azersko-turecka (Azerbejdżan graniczy z Turcją poprzez swoją eksklawę, Nachiczewańską Republikę Autonomiczną) na rzece Araks wynosi 9 kilometrów i będąc jedną z najkrótszych granic państwowych na świecie oddziela od siebie trójstyki: turecko-azersko-armeński i turecko-azersko-irański;
- Egipt, Izrael, Jordania, Arabia Saudyjska – granice tych 4 państw schodzą do Zatoki Akaba, lecz choć są blisko siebie, nie tworzą w niej punktu czwórstyku;
- Szwajcaria, Niemcy, Austria, Liechtenstein – dwa trójstyki granic: Szwajcarii, Niemiec i Austrii (na Jeziorze Bodeńskim) oraz Szwajcarii, Austrii i Liechtensteinu są od siebie oddalone ok. 30 km w linii prostej;
- Pakistan, Afganistan, Tadżykistan, Chiny. Odległość między trójstykami granic Afganistanu, Tadżykistanu i Chin, oraz Afganistanu, Pakistanu (zajęta przez Pakistan północna część Kaszmiru) i Chin wynosi w linii prostej ok. 35 km;
- Czarnogóra, Kosowo, Serbia i Albania – trójstyk Czarnogóry, Kosowa i Serbii oddalony jest w linii prostej o 38 km od trójstyku Albanii, Kosowa i Czarnogóry;
- Maroko, Algieria, Sahara Zachodnia, Mauretania – trójstyk granic tych trzech pierwszych krajów oddalony jest od granicy mauretańskiej o 39 km[11];
- Mongolia, Chiny, Rosja, Kazachstan – w rejonie Ałtaju Mongolskiego granice tych 4 państw zbiegają się blisko siebie tworząc 2 trójstyki: rosyjsko-mongolsko-chiński i rosyjsko-kazachsko-chiński, oddzielone granicą chińsko-rosyjską, która w tym miejscu ma długość 55 km.

## Stykanie się większej liczby granic
Antarktyda:
Biorąc pod uwagę roszczenia terytorialne na Antarktydzie – które mocą Traktatu Antarktycznego zostały zawieszone do 2041 roku – biegun południowy byłby miejscem zetknięcia się granic stref wpływów aż 6 państw („sześciostyk”), są to: Argentyna, Australia, Chile, Francja, Nowa Zelandia i Wielka Brytania.
Arktyka:
Podobna sytuacja ma miejsce w Arktyce, której statusu nie uregulowano jednak dotąd żadną umową międzynarodową. Według teorii sektorów Arktyka powinna zostać podzielona między: Rosję, USA (Alaska), Kanadę, Danię (Grenlandia) oraz Norwegię, w związku z czym biegun północny stanowiłby punkt zetknięcia się granic tych 5 państw („pięciostyk”).
 Filipiny:
W prowincji  Albay na szczycie wulkanu Mayon stykają się granice ośmiu gmin – w tym miasta Legazpi, stolicy prowincji.

Projektowany podział Antarktyki na sektory
Projektowany podział Arktyki na sektory
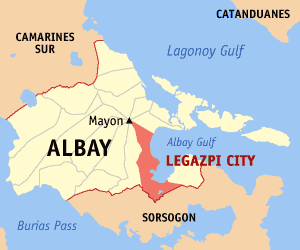
Prowincja Albay na Filipinach. Na szczycie wulkanu Mayon stykają się granice ośmiu gmin

Bliski pięciostyku był w przeszłości układ granic w rejonie afrykańskiego jeziora Czad. W latach 1922-61 trójstyk Francuskiej Afryki Równikowej (od 1960 Czad), Kamerunu Francuskiego (od 1960 Kamerun), Federacji Nigerii (od 1960 Nigerii) był oddalony o ok. 30 mil od północnego krańca granicy Kamerunu Brytyjskiego w tym rejonie (w 1961 tę część przyłączono do Nigerii) oraz mniej więcej w takiej samej odległości od granicy Francuskiej Afryki Zachodniej (od 1960 Nigru).